# Barnum (Minnesota)
Pour les articles homonymes, voir Barnum.
La ville de Barnum est située dans le comté de Carlton, dans l’État du Minnesota, aux États-Unis. Sa population s’élevait à 613 habitants lors du recensement de 2010, estimée à 603 habitants en 2016.